# Юренева, Надежда Юрьевна
Наде́жда Ю́рьевна Юре́нева (11 января 1933, г. Усмань Воронежской области — 18 октября 2006, Москва) — советская камерная певица (сопрано), педагог.

## Биография
Окончила Ленинградскую государственную консерваторию имени Н. А. Римского-Корсакова (1959) и аспирантуру (там же, 1962). В 1957—1979 годах — солистка Ленконцерта, в 1979—1985 годах — Москонцерта. Преподавала камерное пение в Ленинградской консерватории (1959—1979) и Российской академии музыки имени Гнесиных (1979—2006), профессор.
Репертуар Н. Ю. Юреневой включал в себя как классическую камерную вокальную музыку XVIII—XIX веков, так и музыку XX века — Малера, Берга, Стравинского, Шостаковича, Вайнберга. Надежда Юренева является первой исполнительницей в СССР моноопер «Человеческий голос» Ф. Пуленка (1965) и «Дневник Анны Франк» Г. Фрида (1968), вокальных циклов «Русская тетрадь» В. Гаврилина (1965), «Песни вольницы» С. Слонимского, вокальных циклов Б. Тищенко, Г. Белова, В. Успенского и других. Певица участвовала в концертных исполнениях опер «Плащ» Дж. Пуччини, «Замок герцога Синяя Борода» Б. Бартока, «Балаганчик маэстро Педро» М. де Фальи и других. Н. Юренева сотрудничала с такими музыкантами, как Д. Шостакович, Р. Щедрин, В. Салманов, Ю. Левитин, Ю. Фалик, К. Кондрашин, Г. Рождественский, К. Элиасберг, Н. Рабинович и др.
Гастролировала в СССР и за рубежом: ГДР, Франция, Финляндия, Югославия.
Записи на радио:
- Д. Шостакович «Вокально-симфоническая сюита на стихи А. Блока»
- Ф. Лист «Сожжение Жанны д’Арк на костре»
- Т. Берд «Шесть любовных песен» (с Г. Рождественским)
- А. Берг «Семь ранних песен»
- И. Стравинский «Фавн и пастушка»

Записала 6 пластинок. Н. Ю. Юренева много лет работала в жюри камерного вокального конкурса «Янтарный соловей» (Калининград). Её класс окончили более 300 учеников. Надежда Юренева награждена медалью «Ветеран труда».
В 2009 и 2010 годах[уточнить] в Москве проводился Молодёжный фестиваль камерной вокальной музыки имени Надежды Юреневой

## Семья
- Дед — протоиерей Пётр Княжинский, настоятель Георгиевского храма в Самарканде, благочинный.
- Отец — Юрий Петрович Юренев (Княжинский) — композитор и дирижёр, выпускник Московской консерватории. Поменял фамилию, чтобы иметь возможность получить высшее образование.
- Мать — Мария Ивановна Летникова — «певица с чудесным тембром голоса, серебристым сопрано», актриса, художница, участница Великой Отечественной войны. После войны пела в хоре Никольского собора в Ленинграде.
- дочь — Наталья Княжинская-Юренева (род. 1970) — певица, вокальный продюсер, преподаватель[3][4].